# ناوتا
ناوتا (بالإنجليزية: Nauta)‏ هي مدينة، تتبع إقليم لوريتو، هي عاصمة مقاطعة لوريتو، ومديرية ناوتا.